# Cistanche rosea
Cistanche rosea là loài thực vật có hoa thuộc họ Cỏ chổi. Loài này được Baker mô tả khoa học đầu tiên năm 1895.